# پل آردمن
پل امیل آردمن (به انگلیسی: Paul Emil Erdman) (زاده ۱۹ مه ۱۹۳۲ - درگذشته ۲۳ آوریل ۲۰۰۷) یکی از نویسندگان پیشرو در زمینه‌های اقتصادی و مالی بود که عمده شهرت خود را به واسطه نوشتن رمان بر اساس گرایش‌های پولی و حقایق تاریخی در مورد مسائل پیچیده مالی جهانی بدست آورد.

## آغاز زندگی
آردمن در شهر استراتفورد واقع در ایالت انتاریو کشور کانادا، در یک خانواده آمریکایی متولد شد. او در جوانی از دانشکده روابط خارجی ادموند ا. والش در دانشگاه جورج تاون فارغ‌التحصیل شد. وی دکترای خود را از دانشگاه بازل در سوئیس دریافت کرد. در سال ۱۹۵۸ او به عنوان تحلیلگر مالی برای جامعه زغال سنگ و فولاد اروپا فعالیت کرد. همچنین در بین سالهای ۱۹۵۹ و ۱۹۶۱، به عنوان اقتصاددان در مؤسسه تحقیقاتی استنفورد در پارک ملنو مشغول به کار بود.

## اشتغال در بانکداری
آردمن در سال ۱۹۶۵ به سوئیس بازگشت. وی بانکی به نام بانک سالیک بنیان‌گذاری کرد و خود به عنوان رئیس/مدیر عامل بانک در آن به فعالیت پرداخت.
در سال ۱۹۶۹، بانک کالیفرنیا متحده (به انگلیسی: United California Bank) مستقر در کالیفرنیا اکثریت سهام بانک سالیک را خریداری کرده و نام آن را به بانک کالیفرنیا متحده بازل تغییر داد.
این بانک پس از زیان‌های بزرگ، که به‌طور مشخص به واسطه ارتباط آن با تجارت کاکائو بود به ورشکستگی رسید.
اردمن و بقیه اعضای هیئت مدیران بانک به تقلب و کلاه‌برداری متهم شده و شخص اردمن پس از دستگیری تا شروع دادگاه اش را در زندان بسر برد.
با پایان دادگاه و محاکمه افراد، تعدادی از کارکنان بانک گناهکار شناخته شده و مجبور به گذراندن دوران محکومیت خود در زندان شدند. محکومیت مدیران و کارکنان به واسطه فعالیت‌هایشان در این بانک برای آمریکاییان بسیار تعجب‌آور بود.
اردمن در در مصاحبه تلویزیونی خود گفته‌است که از زندان خود راضی بوده‌است. وی گفته در زندان‌های سوئیس غذا از نمونه‌های آمریکایی آن بهتر است، به عنوان مثال او می‌توانست از هتلها و رستورانهای انتخاب شده توسط خود او غذا سفارش دهد!

## زندگی خصوصی
آردمن با خانمی به نام هلی بوگلین ازدواج کرد و این زوج صاحب دو دختر شدند. پس از ورشکستگی و سقوط بانک در بازل وی و خانواده اش ابتدا به انگلستان و در پایان به هیلزبُرگ در شهرستان سونوما، کالیفرنیا مهاجرت کردند.
در تاریخ ۲۳ آوریل ۲۰۰۷ آردمن در رنچ خود در شهرستان سونوما، کالیفرنیا به علت ابتلا به سرطان درگذشت.

## سقوط ۷۹
اوائل سال ۱۹۷۷ کتاب سقوط ۷۹ در ایالات متحده آمریکا انتشار یافت که با استقبال عمومی روبرو گردید و نسخه‌های آن چنان سریع بفروش رفت که تعجب همگان را برانگیخت. بعد از آن به‌سرعت در آمریکا و انگلستان تجدید چاپ شد و آنقدر مورد توجه قرار گرفت که تا نوامبر ۱۹۷۷ یعنی در کمتر از ۱۰ ماه بچاپ پانزدهم رسید و بیش از ۲ میلیون نسخه از آن بفروش رسید. به‌طوریکه تا مدتها در فهرست کتابهای پرفروش آمریکا و انگلیس قرار داشت و مجله تایم آمریکا پس از ۲ ماه از این دوره، کتاب سقوط ۷۹ را بعنوان دومین پرفروش در لیست معروف کتاب‌های در فروش هفته معرفی کرد. اولین نسخهٔ ترجمهٔ فارسی آن در سال ۱۳۵۷ توسط انتشارات امیرکبیر صورت گرفته‌است.

## آثار
- کار میلیارد دلاری - ۱۹۷۳ (The Million Dollar Sure Thing)
- نقره خواران - The Silver Bears) ۱۹۷۴)
- سقوط ۷۹ - The Crash Of '79) ۱۹۷۶)
- آخرین روزهای آمریکا - The Last Days Of America) ۱۹۸۱)
- پریشانی سال ۸۹ - The Panic Of '89) ۱۹۸۶)
- کاخ - The Palace) ۱۹۸۷)
- حساب بانکی سوئیسی - The Swiss Account) ۱۹۹۲)
- کالابرگ صفر - Zero Coupon) ۱۹۹۳)
- توطئه -The Set-up) ۱۹۹۷)